# 사유재산
사유재산(私有財産, 영어: private property)은 개인이나 법인이 고용, 통제, 소유권, 처분권, 토지, 자본 등의 재산을 모두 이르는 말이다. 사적 소유권으로도 부른다. 사유 재산은 개인이나 사업체가 아닌 단체, 사회, 지방정부가 소유한 자산을 가리키는 공물(공유 재산)과는 구별한다.
사유재산권이 침해될 수 없는 절대적 가치라고 주장하는 자유지상주의적 주장이 있지만 애초 사유재산이라는 것이 사회로부터 형성된 것이어서 공공적 이익을 위해 제한할 수 있다는 것이 현대 국가에서 취하는 보편적 입장이며 특히 대한민국은 1948년 대한민국 제헌 국회 이래 지금까지 헌법에 '재산권 행사는 공공복리에 적합하게 하여야 한다'고 하여 재산권 행사를 하는 개인이 사회적 존재로서 공공복리에 반하는 재산권 행사를 하지 않도록 국민으로서 의무를 부과하는 것에서 나아가 국가도 법률로서 제한할 수 있게 하였다. 대표적인 것이 국민경제상 등의 이유로 법률에 의하지 않고 국유로 할 수 없는 내용에서 말하는 바와 같이 법률로서 사기업을 국영기업으로 할 수 있다.

## 같이 보기
- 인클로저
- 동산 (재산)
- 재산권
- 공물
- 법치주의